# Yolanda Díaz

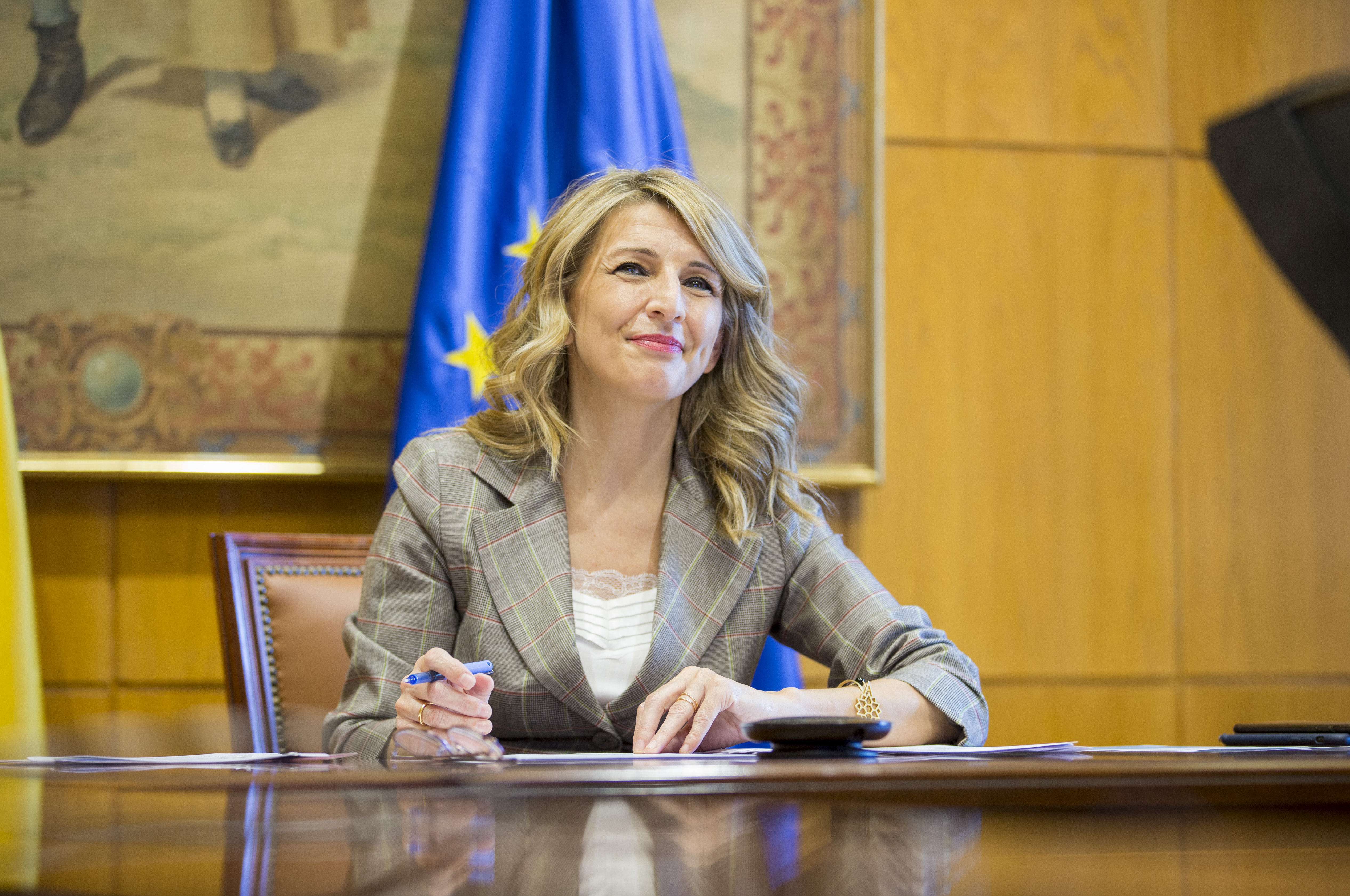
Yolanda Díaz (2021)

Yolanda Díaz (* 6. Mai 1971 in Fene, Galicien) ist eine spanische Politikerin (Movimiento Sumar, zuvor Kommunistische Partei Spaniens). Sie ist gewählte Abgeordnete im Congreso de los Diputados seit der XI. Legislaturperiode (2016). Aktuell (XV. Legislaturperiode) vertritt sie als Abgeordnete Madrid. Sie war zweite Vizepräsidentin der linken Koalitionsregierung ihres Landes und Ministerin für Arbeit und Sozialwirtschaft.

## Leben
Díaz wuchs in einer kommunistisch geprägten Gewerkschafterfamilie in einer Arbeitersiedlung mit Blick auf die Werft ASTANO (Astilleros y talleres del noroeste) auf. Ihr Vater war als Sekretär der Gewerkschaft Comisiones Obreras tätig.
Sie studierte in Santiago de Compostela Rechtswissenschaften und spezialisierte sich im Anschluss auf Arbeitsrecht, Stadtplanungsrecht und Raumplanung. Von 1998 bis 2012 vertrat sie in ihrer eigenen Kanzlei Arbeiter in Rechtstreitigkeiten. In dieser Zeit beriet sie zudem die Fischereizunft von Ferrol.

## Wirken
Ihre politische Arbeit begann Díaz im Jahr 2007 zunächst als Stadträtin und stellvertretende Bürgermeisterin von Ferrol. Ab dem Jahr 2012 war sie Abgeordnete der Esquerda Unida im Parlament von Galicien. Im Jahr 2016 zog sie als Abgeordnete des Parteibündnisses Unidas Podemos in das spanische Parlament ein und wurde seitdem stets wiedergewählt. Seit dem Jahr 2020 ist sie Ministerin für Arbeit und soziale Ökonomie des Kabinetts von Pedro Sánchez und seit 2021 als Nachfolgerin von Pablo Iglesias Vizepräsidentin der Regierung.

Logo der politischen Plattform Sumar (Zusammenschluss)

Im November 2021 sorgte ein Treffen in Valencia zwischen Yolanda Díaz, Ada Colau (Bürgermeisterin von Barcelona), Mónica García (Sprecherin der Partei Más Madrid), Fátima Hamed Hossain (Abgeordnete der Stadt Melilla) und Mónica Oltra (Vizepräsidentin der Valencianischen Gemeinschaft) unter dem Motto „otras políticas“ (mit der doppeldeutigen Bedeutung „andere Politiken“ oder „andere Politikerinnen“) für Aufmerksamkeit.

Díaz wurde als mögliche Parteivorsitzende von Unidas Podemos und Ministerpräsidentschaftskandidatin bei den nächsten Wahlen gehandelt. Sie galt in Umfragen seit Langem als beliebteste Politikerin des Landes. 2022 schuf Díaz das Projekt Sumar, um die Linke jenseits der PSOE zu vereinen. Nachdem vorgezogene  Neuwahlen am 23. Juli 2023 angekündigt wurden, trat nach anfänglichen Personaldiskussionen schließlich auch Podemos der Plattform bei, um gemeinsam bei den Wahlen im Juli 2023 anzutreten. Die Popularität der Arbeitsministerin ließ sich allerdings nicht in einen Zugewinn an Stimmen für Sumar übersetzen. Die neue Formation erreichte 12,31 % der Stimmen und wurde von Vox mit 12,39 % auf den vierten Platz verwiesen. Nach dem Terror-Angriff der Hamas auf Israel 2023 sprach Díaz von „israelischer Apartheid“ und erntete dafür heftige Kritik des oppositionellen Partido Popular. In einer Rede im Mai 2024 forderte sie, Palästina müsse „vom Fluss bis zum Meer“ frei sein, ein Slogan, der das Existenzrecht Israels infrage stellt.

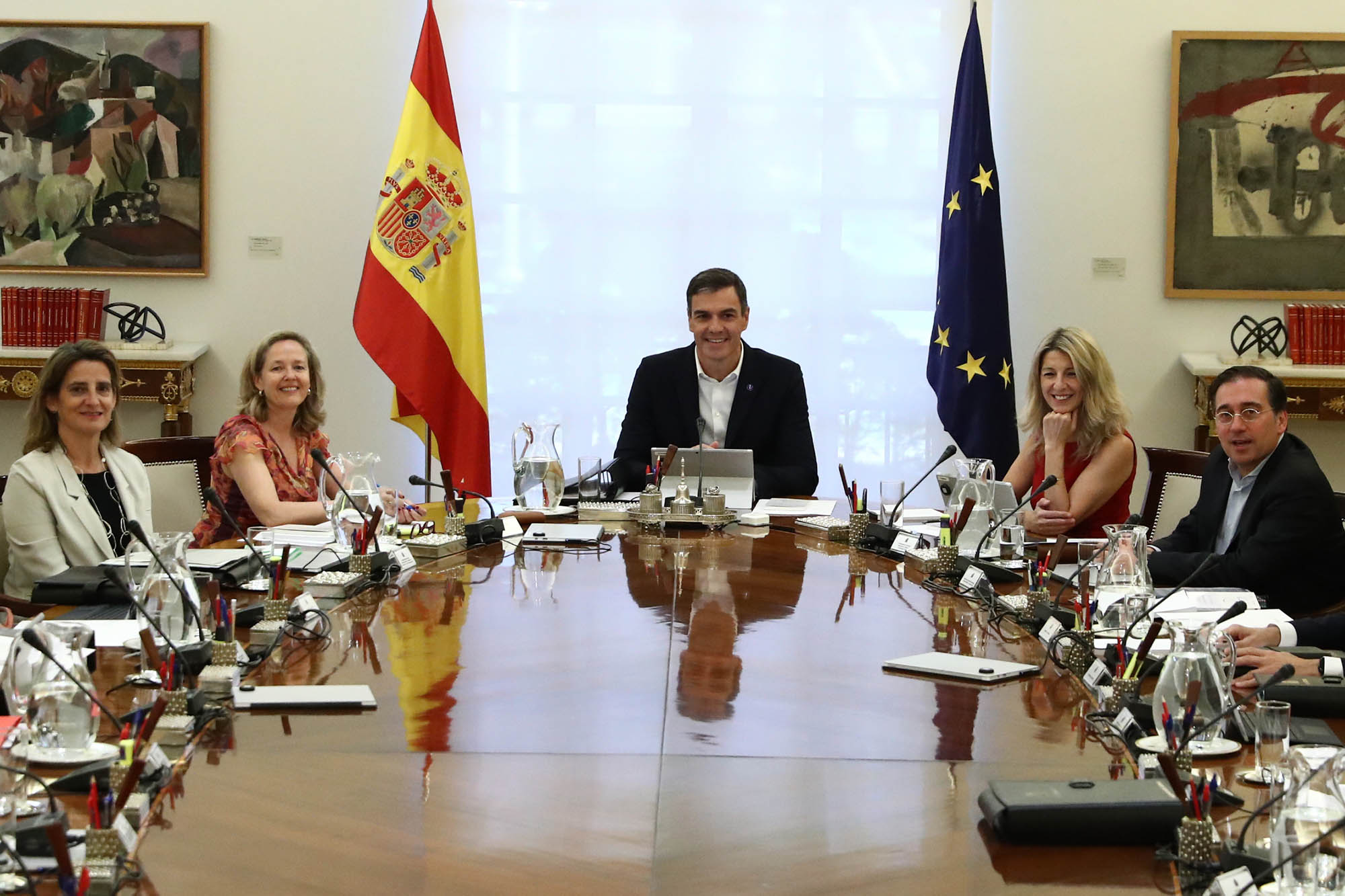
Ministerrat am 25. Juli 2023

Nach der nochmaligen Wahl von Pedro Sánchez zum spanischen Ministerpräsidenten am 16. November 2023 behielt Yolanda Díaz ihr Ministeramt und auch das ihr am 12. Juli 2021 übertragene Amt der zweiten stellvertretenden Ministerpräsidentin im am 21. November 2023 ernannten Kabinett Sánchez III bei. Sie tritt für eine enge und vertrauensvolle Zusammenarbeit mit der Partei (PSOE) des Ministerpräsidenten ein. Díaz trat nach einem enttäuschenden Ergebnis von Sumar bei der Europawahl 2024 von allen Parteiämtern zurück, behielt aber ihr Amt als Arbeitsministerin in der Linkskoalition.